# Spittelau (metropolitana di Vienna)
Spittelau è una stazione delle linee U4 e U6 della metropolitana di Vienna situata nel 9º distretto subito sotto la stazione di Vienna Spittelau con cui costituisce un nodo di traffico intermodale. La prima a entrare in servizio è stata la stazione della linea U4, il 15 agosto 1978, mentre la stazione della linea U6 è stata aperta al traffico il 4 maggio 1996.

## Descrizione
I binari della linea U4 sono paralleli a quelli della ferrovia Francesco Giuseppe e sono accessibili dal livello stradale da banchine laterali. I binari della linea U6 sono disposti trasversalmente e sono sopraelevati di due livelli; l'accesso ai treni avviene tramite una piattaforma centrale rispetto ai binari. Il livello intermedio tra le due linee ha la funzione di distribuzione, con accessi tramite scale mobili, ascensori e scale fisse. In questo livello sono presenti anche alcuni negozi, come una libreria e una tabaccheria, e diversi fast food. 
Con un'altezza di 13,5 metri dal livello stradale, le banchine della U6 erano le più elevate dell'intera rete metropolitana di Vienna, fino all'apertura della stazione U2 di Stadlau, avvenuta il 2 ottobre 2010.

## Storia
Nei primi progetti preliminari per la metropolitana di Vienna, questa stazione era stata prevista già negli anni Sessanta ed era denominata Gürtelkreuz. In origine, doveva servire da nodo di interscambio con la stazione ferroviaria ÖBB Vienna Franz-Josef, che avrebbe dovuto essere spostata in questa collocazione. Questo progetto però non venne mai realizzato.
Il 7 ottobre 1995 è entrata in servizio la fermata della linea U4 mentre la fermata della linea U6 è stata aperta al traffico il 4 maggio 1996.

## Ingressi
- Spittelauer Steg
- Josef Holaubek Platz
- Heiligenstädter Straße
- Guneschgasse